# Bradipsiquia
A bradipsiquia é um tipo de transtorno da velocidade de pensamento, uma patologia neurológica caracterizada por favorecer a lentidão dos processos psíquicos e intelectuais. É um sintoma comum em doenças do sistema nervoso central como o Mal de Alzheimer, incluindo o envelhecimento e também o abuso de substâncias psicotrópicas e estupefacintes.
Etimologicamente a palavra deriva do grego: bradys (lento) e psyche (mente, alma).

## Efeitos
A lentidão dos processos psíquicos causa também grande dificuldade na percepção dos estímulos sensoriais, limitação do número de representações e lentidão no processo e evocação da memória.
Com estes efeitos os pacientes com bradipsiquia mantêm-se apáticos, não falam espontaneamente nem respondem às perguntas com vivacidade, respondem lentamente ou com dificuldade. A perturbação é também qualitativa, ou seja, atinge a essência do pensamento e se acompanha, geralmente, de um sentimento subjetivo de incapacidade. Junto com a inibição do pensamento pode haver ainda sentimento de pouco interesse, de imprecisão a respeito das opiniões, dificuldades para a escrita e lentidão para andar. Esses pacientes revelam dificuldade de compreensão, de iniciar uma conversação e de escolher palavras, ou seja, eles pensam com grande esforço.